# فانتزی روی تمی از توماس تالس

فانتزی روی تمی از توماس تالس (انگلیسی: Fantasia on a Theme by Thomas Tallis) اثری است برای ارکستر زهی دوگانه که توسط آهنگساز بریتانیایی رالف وان ویلیامز نوشته شده‌است. این اثر مبتنی است بر سومین آهنگ در مد فروگیایی به نام چرا به نزاع برخاستم؟ که توماس تالس برای کتاب سروده‌های مذهبی سر اسقف پارکر در سال ۱۵۶۷ ساخته بود.